# Augusta Curiel

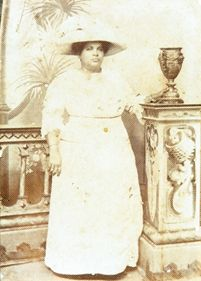
Augusta Curiel

Augusta Curiel, nata Augusta Cornelia Paulina Curiel (Paramaribo, 13 dicembre 1873 – Paramaribo, 22 novembre 1937), è stata una fotografa surinamese.

## Biografia
Il Suriname è stato una colonia dei Paesi Bassi fino al 1975 quando ha ottenuto l'indipendenza. Fino ad allora il nome del paese era Guiana olandese.
Augusta è figlia di padre ignoto e di Henriëtte Paulina Curiel (1841-1901). La madre Henriette, nata schiava, era una dei sette figli dell'immigrato ebreo olandese di origini portoghesi Mozes Curiel (1801-1871) e di Elisabeth Nar (c. 1808-1881). Curiel, le sue 5 sorelle e suo fratello ebbero tutti un'educazione luterana e non ebrea. Augusta, come la sorella Anna Jacoba (1875-1958), presero il nome della madre quando il padre fuggì abbandonandole.
Si dedicarono alla fotografia nel 1904, Augusta era la fotografa e Anna la sua assistente ed insieme gestivano lo studio che portava il nome: Augusta Curiel Photographer. La sorella Elizabeth (1869-1937) si occupava della casa. La regina Guglielmina dei Paesi Bassi concesse allo studio Curiel nel 1929 di potersi fregiare di una nomina reale ed è stata la prima ad averne ricevuto uno dalla casa reale nella colonia del Suriname. Probabilmente il fratello Adolf (1867-1934), divenuto uomo politico e d'affari, può aver contribuito a fornire incarichi e a diffondere i contatti. 
Tecnicamente Augusta era una fotografa dotata poiché non ha mai usato nessuno strumento per la misurazione dell'intensità luminosa anche se all'epoca veniva usato il fotometro, scattando sempre con treppiede e luce naturale. Riprese scorci di vita quotidiana a Paramaribo, Moengo e Coronie come il mercato sul Waterkant, ville, edifici governativi, chiese, fabbriche, nelle miniere d'oro e luoghi scarsamente illuminati ottenendo soddisfacenti risultati. Immagini che  rappresentano un patrimonio per la conoscenza storica del paese nei primi decenni del Novecento. Il botanico Gerold Stahel portò le due donne in varie delle sue spedizioni. Anche se parte delle fotografie sono andate perdute, molte delle immagini rimaste sono ritratti di gruppo delle scuole missionarie, convitti e orfanotrofi in varie località anche remote del paese.
Il laboratorio Curiel è stato gestito dalle due fotografe per circa quarant'anni. La maggior parte del loro reddito è derivato dai ritratti. Durante tutti questi anni hanno usato una macchina fotografica in legno pesante e lastre di vetro, sviluppando le lastre di notte. Dato l'alto costo, è altresì probabile che abbiano utilizzato più volte i negativi in vetro, perdendo così le immagini originarie per renderle disponibili una seconda volta.
Anna, dopo la morte della sorella Augusta, ha cercato per qualche tempo di mandare avanti lo studio con l'aiuto di un assistente, ma nel 1952 lo ha venduto definitivamente.
Nel 2005 Janneke van Dijk, curatrice del Tropenmuseum di Amsterdam, ha scoperto che circa 400 negativi su lastra di vetro originali erano conservati nel deposito del Surinaams Museum a Forte Zeelandia. Le foto sono state pubblicate nel 2007 nel volume "Augusta Curiel, Photographer in Suriname from 1904 to 1937". Altre centinaia di foto sono conservate nei musei: Rijksmuseum di Amsterdam, Nederlands Fotomuseum, Museo Tropicale di Amsterdam.

## Gallery

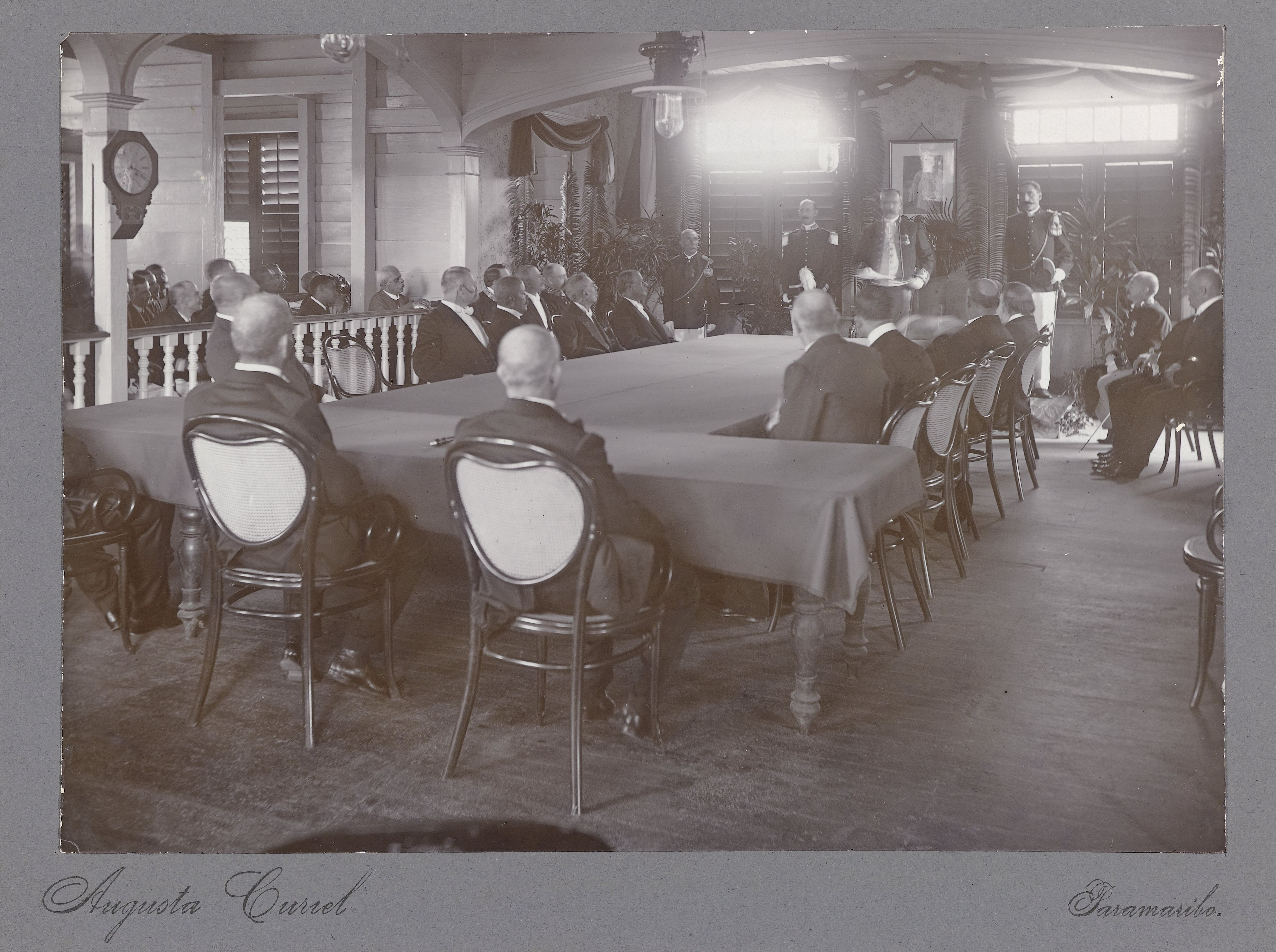
Incontro a Paramaribo, 1903-1908
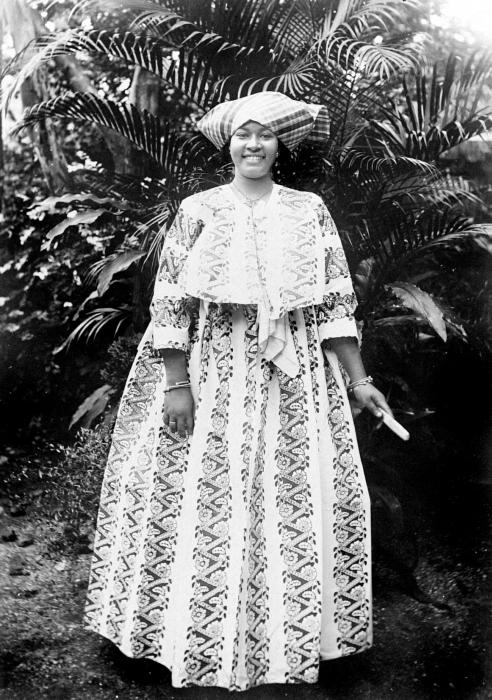
Ritratto di donna surinamese, 1904-1919
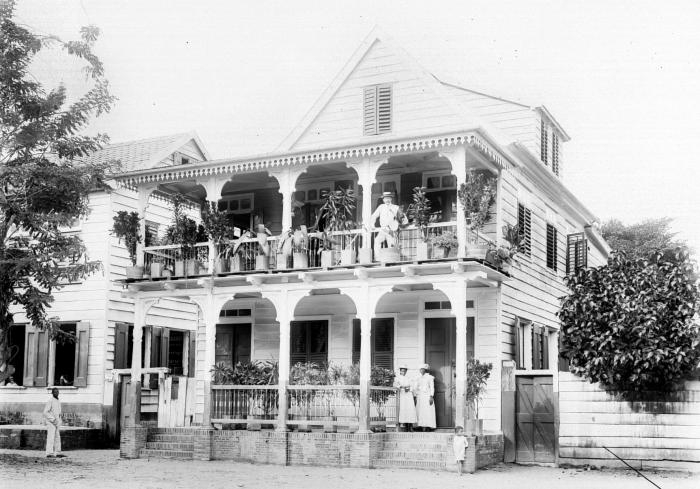
Una casa residenziale in legno con una grande palla, 1905-1930
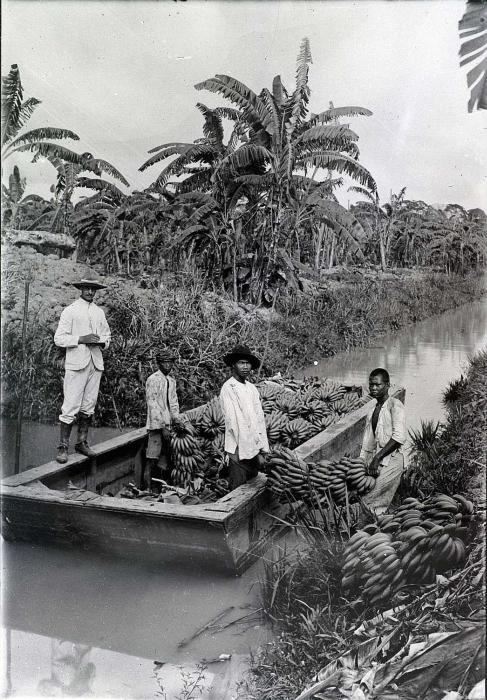
Caricamento delle banane su una barca, 1915 circa
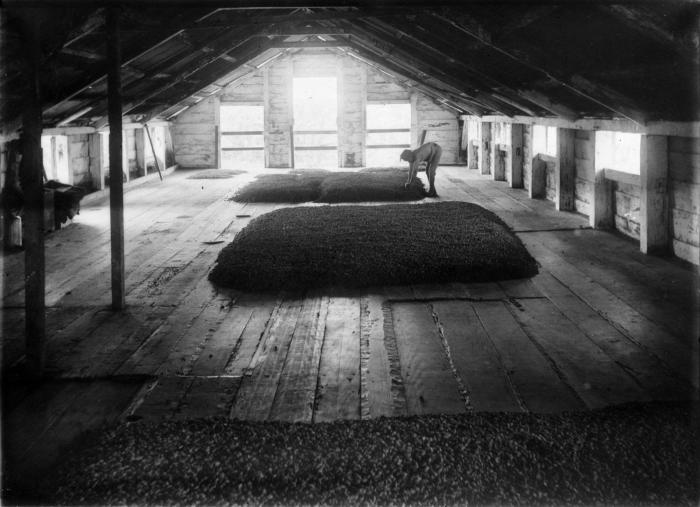
Essiccazione del cacao nelle soffitte di essiccazione, 1904-1937
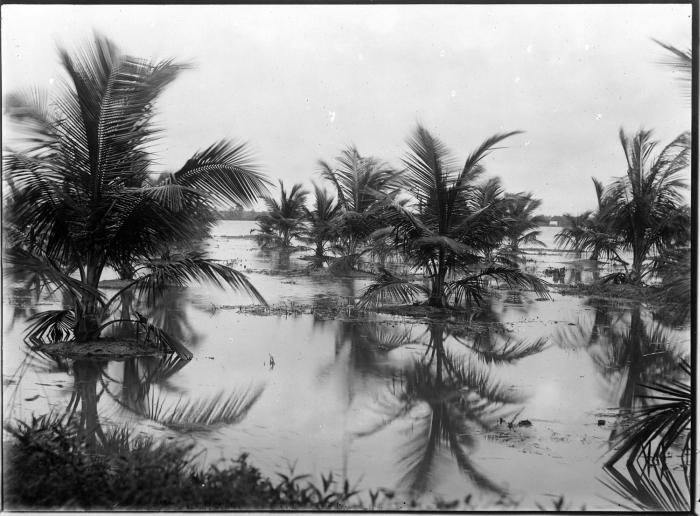
Giovani alberi di cocco sulla piantagione Clevia
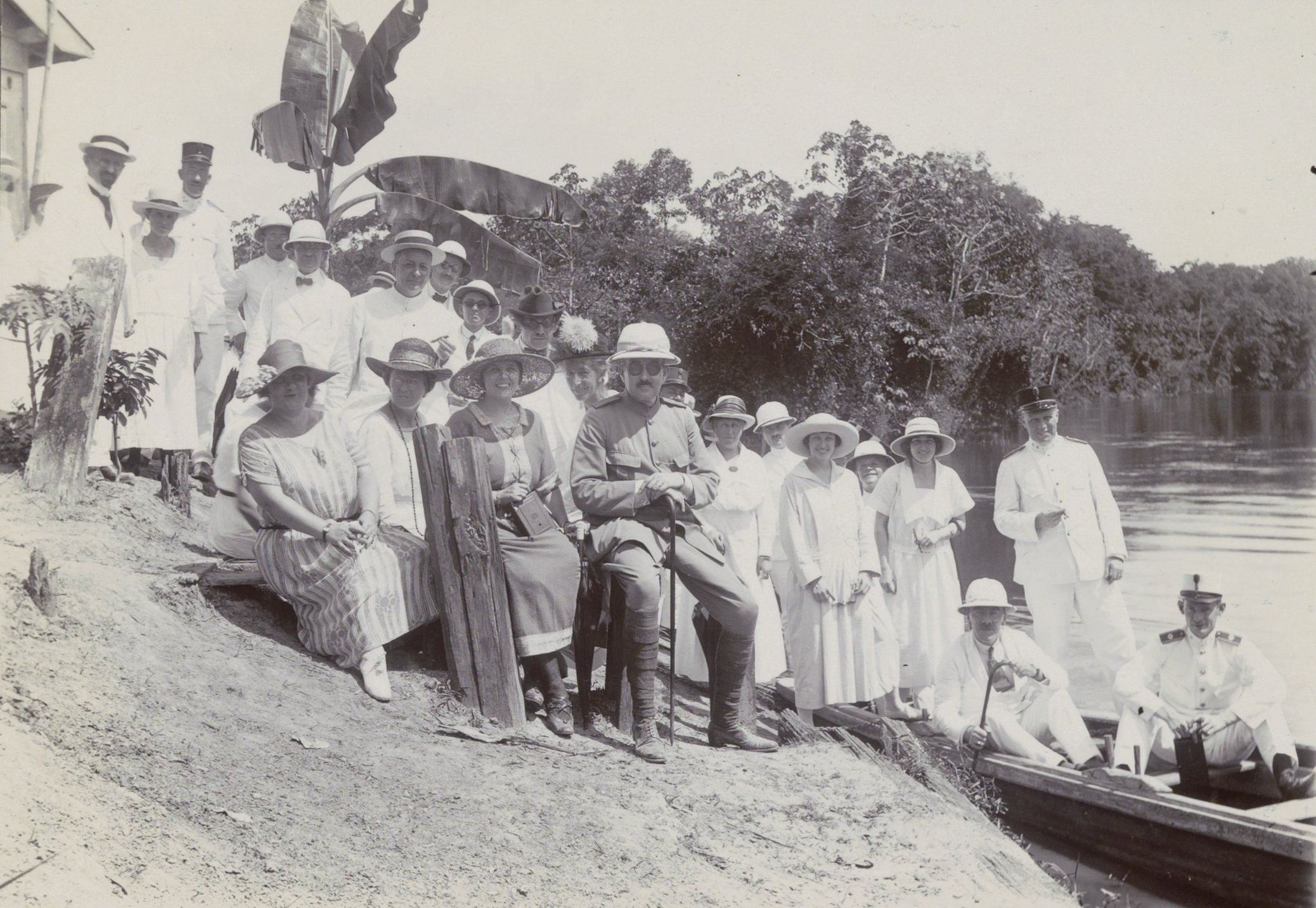
Il Governatore Aarnoud van Heemstra (al centro) con un gruppo vicino a Kwakoegron il 27 luglio 1923l
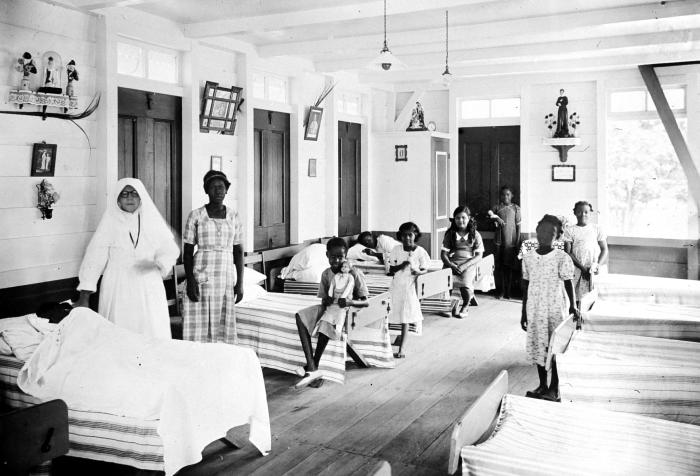
Dormitorio femminile dei lebbrosi, 1935 circa